# Байки-Юнусовский сельсовет
Байки-Юнусовский сельсове́т — упразднённая в 2008 году административно-территориальная единица и сельское поселение (тип муниципального образования) в составе Караидельского района. Почтовый индекс — 452386. Код ОКАТО — 80234818000. Объединён с сельским поселением Байкибашевский сельсовет. Образован 1 июля 1991 года.

## Состав сельсовета
деревня Байки-Юнусово — административный центр, деревня Аскиш

## История
Указ Президиума ВС Башкирской ССР от 01.07.91 N 6-2/273 «Об образовании Байки — Юнусовского сельсовета в Караидельском районе» гласил:

1. Образовать в Караидельском районе Байки — Юнусовский сельсовет с административным центром в деревне Байки—Юнусово.
2. Включить в состав Байки — Юнусовского сельсовета деревни Аскиш и Байки—Юнусово, исключив их из Тегерменевского сельсовета.
3. Перенести административный центр Тегерменевского сельсовета из деревни Байки—Юнусово в деревню Тегерменево.
4. Установить границу Байки—Юнусовского сельсовета согласно представленной схематической карте.

Спустя 17 лет Байки—Юнусовского сельсовета не стало.
Закон Республики Башкортостан от 19.11.2008 N 49-з «Об изменениях в административно-территориальном устройстве Республики Башкортостан в связи с объединением отдельных сельсоветов и передачей населённых пунктов», ст.1 гласил:

 "Внести следующие изменения в административно-территориальное устройство Республики Башкортостан:
27) по Караидельскому району (пункт б):
- Объединить Байкибашевский и Байки-Юнусовский сельсоветы с сохранением наименования «Байкибашевский» с административным центром в селе Байкибашево.
- Включить деревни Байки-Юнусово, Аскиш Байки-Юнусовского сельсовета в состав Байкибашевского сельсовета.
- Утвердить границы Байкибашевского сельсовета согласно представленной схематической карте.
- Исключить из учётных данных Байки-Юнусовский сельсовет.

## Географическое положение
На 2008 год граничил с Аскинским районом, с муниципальными образованиями: Тегерменевский сельсовет, Староакбуляковский сельсовет, Байкибашевский сельсовет, Артакульский сельсовет («Закон Республики Башкортостан от 17.12.2004 N 126-з (ред. от 19.11.2008) „О границах, статусе и административных центрах муниципальных образований в Республике Башкортостан“»).